# Reema Lagoo
Reema Lagoo, nata Nayan Bhadbhade (Mumbai, 3 febbraio 1958 – Mumbai, 18 maggio 2017), è stata un'attrice indiana.

## Biografia
Reema Lagoo nacque a Mumbai il 3 febbraio 1958. Iniziò la carriera alla fine degli anni Settanta.
Apparve in numerosi film, sia in marathi che in hindi. A Bollywood interpretò spesso il ruolo della madre, in particolare dei personaggi interpretati da Salman Khan. Recitò anche in televisione.
Morì a Mumbai il 18 maggio 2017 all'età di 59 anni a causa di un infarto.

## Filmografia parziale
- Kalyug (1980)
- Maine Pyar Kiya (1989)
- Rangeela (1995)
- Judwaa (1997)
- Kuch Kuch Hota Hai, regia di Karan Johar (1998)
- Kya Kehna, regia di Kundan Shah (2000)
- Main Prem Ki Diwani Hoon, regia di Sooraj R. Barjatya (2003)
- Tomorrow May Never Come, regia di Nikhil Advani (2003)
- Sandwich (2006)
- Kidnap (2008)